# زهري الفضة
الزهري الفضة (بالإنجليزية: Silver Pink)‏ هو أحد تدرجات اللون الزهري.